# Villa Medici

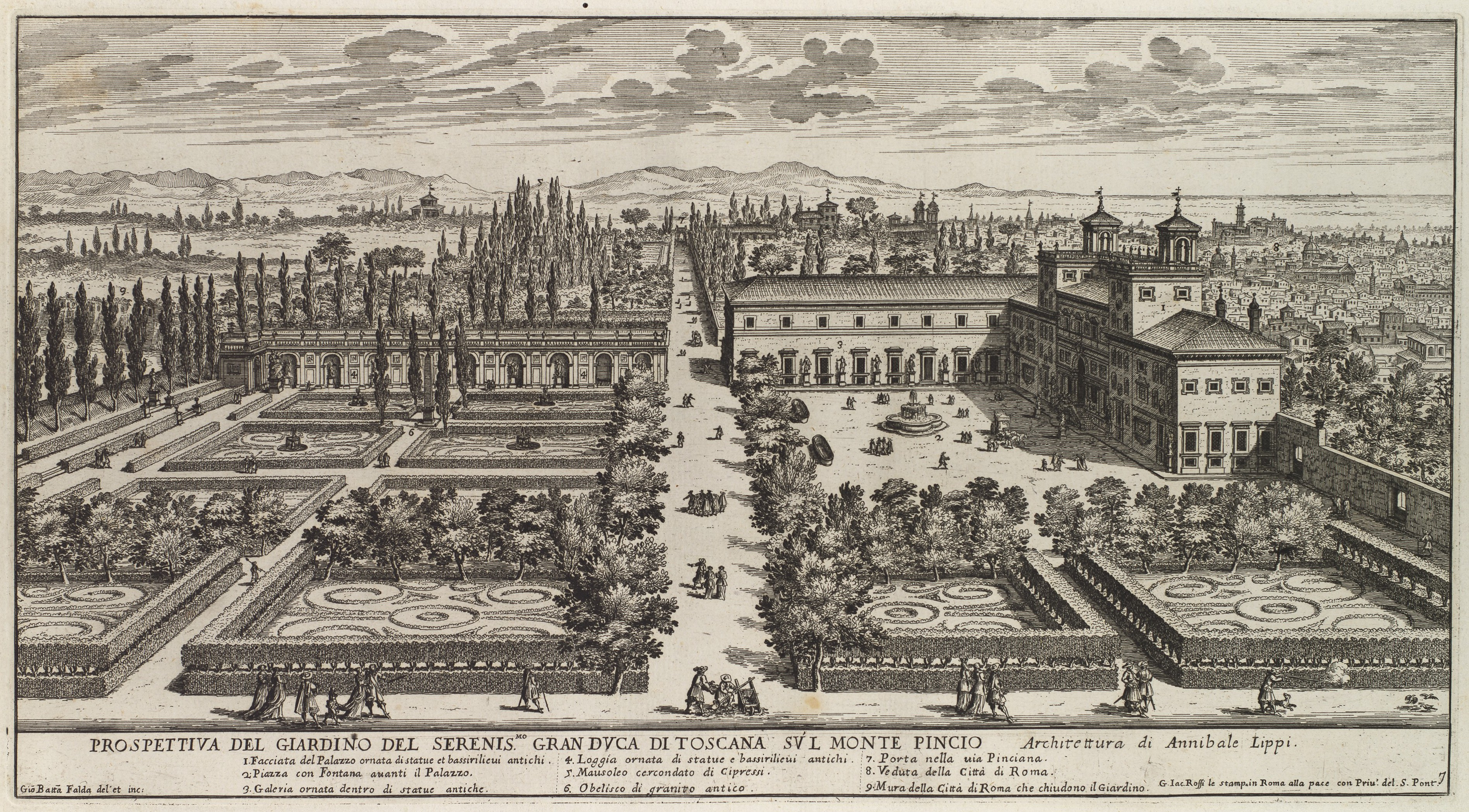
Veduta di Villa Medici, 1677

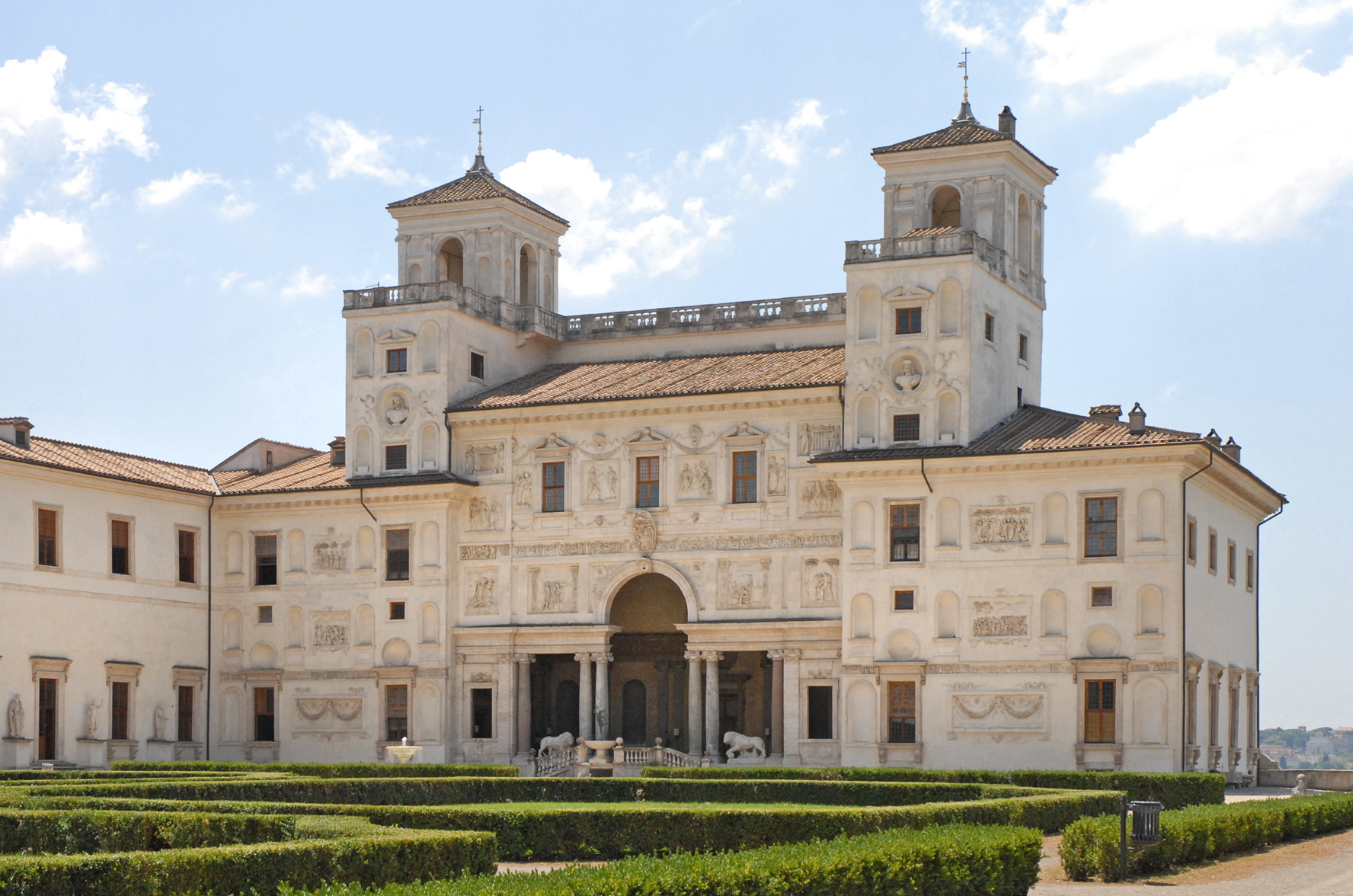
La facciata verso il giardino

La Villa Medici è un complesso architettonico situato sulla collina del Pincio accanto a Trinità dei Monti a Roma. Ospita dal 1803 l'Accademia di Francia a Roma. È il punto più alto di Roma.

## Storia
Lo spazio in cui sorge la villa era occupato nell'antichità dagli Horti Luculliani. Venne poi in possesso di Messalina, che proprio qui fu uccisa, e fu sede di Onorio e di Belisario.
Caduto l'impero, la sua posizione periferica ne causò l'abbandono, e nel 1564, quando i nipoti del cardinale Giovanni Ricci di Montepulciano acquistarono il terreno, l'unico fabbricato "civile" era la Casina del cardinale Marcello Crescenzi, che vi teneva una vigna ed aveva iniziato lavori di ampliamento dell'edificio affidandoli al fiorentino Nanni Lippi, ma era morto prima di vedere conclusi i lavori. I nuovi acquirenti li ripresero, affidandoli al figlio di Lippi, Annibale, e si vuole che vi abbia contribuito anche Michelangelo.
Nel 1576 la proprietà fu acquisita dal cardinale Ferdinando de' Medici, che fece completare i lavori da Bartolomeo Ammannati. Secondo il gusto dell'epoca, una parte dei ruderi furono interrati, mentre bassorilievi e statue romane riemerse dalle vigne venivano incastonate, in una sorta di grande museo all'aperto, nella facciata della villa e nel grande giardino che richiamava i giardini botanici creati da suo padre Cosimo a Pisa e a Firenze, ricco di piante di pino, cipresso e querce ma anche di piante rare, e decorato con sculture che richiamano palazzo Spada. Non mancava, all'interno, l’antiquarium dedicato ai pezzi più pregiati.
Molti di questi materiali furono portati a Firenze quando il cardinale divenne Granduca di Toscana, nel 1587. Per un secolo e mezzo la villa fu uno dei luoghi più eleganti e mondani di Roma, succedendo a palazzo Firenze come sede degli ambasciatori del Granducato di Toscana alla corte papale. Nel 1633 Galileo Galilei soggiornò alla villa ospite di Ferdinando II de' Medici, prima liberamente poi forzatamente durante il suo processo al Tribunale dell'Inquisizione.

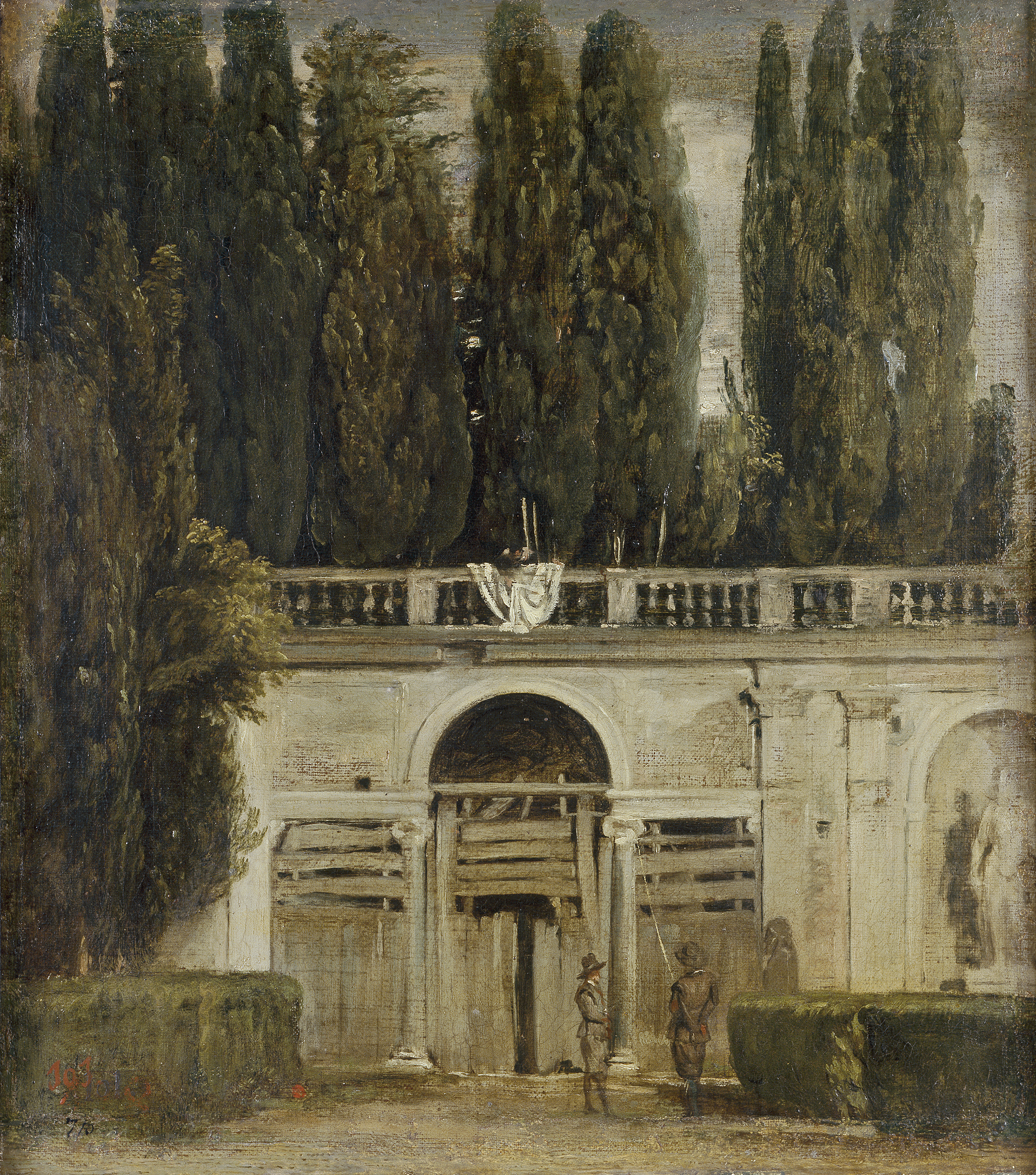
Giardino di Villa Medici in un dipinto di Velázquez

Quando, nel 1737, la linea granducale dei Medici si estinse, la villa passò ai Lorena, come il Granducato. La spoliazione definitiva della villa avvenne per volontà del granduca Pietro Leopoldo di Lorena, desideroso di radunare a Firenze tutte le collezioni medicee. Venne così imballato e spedito via mare tutte quello che si poteva trasportare. Tra i pezzi più pregiati vi furono le statue romane nella Loggia dei Lanzi, il Vaso Medici, un enorme cratere neoattico agli Uffizi, l'obelisco di Boboli o la vasca in granito grigio proveniente forse dalle terme Alessandrine (l'elenco è molto più lungo e comprende un gran numero delle antichità agli Uffizi, a Palazzo Pitti ed al Museo archeologico di Firenze).

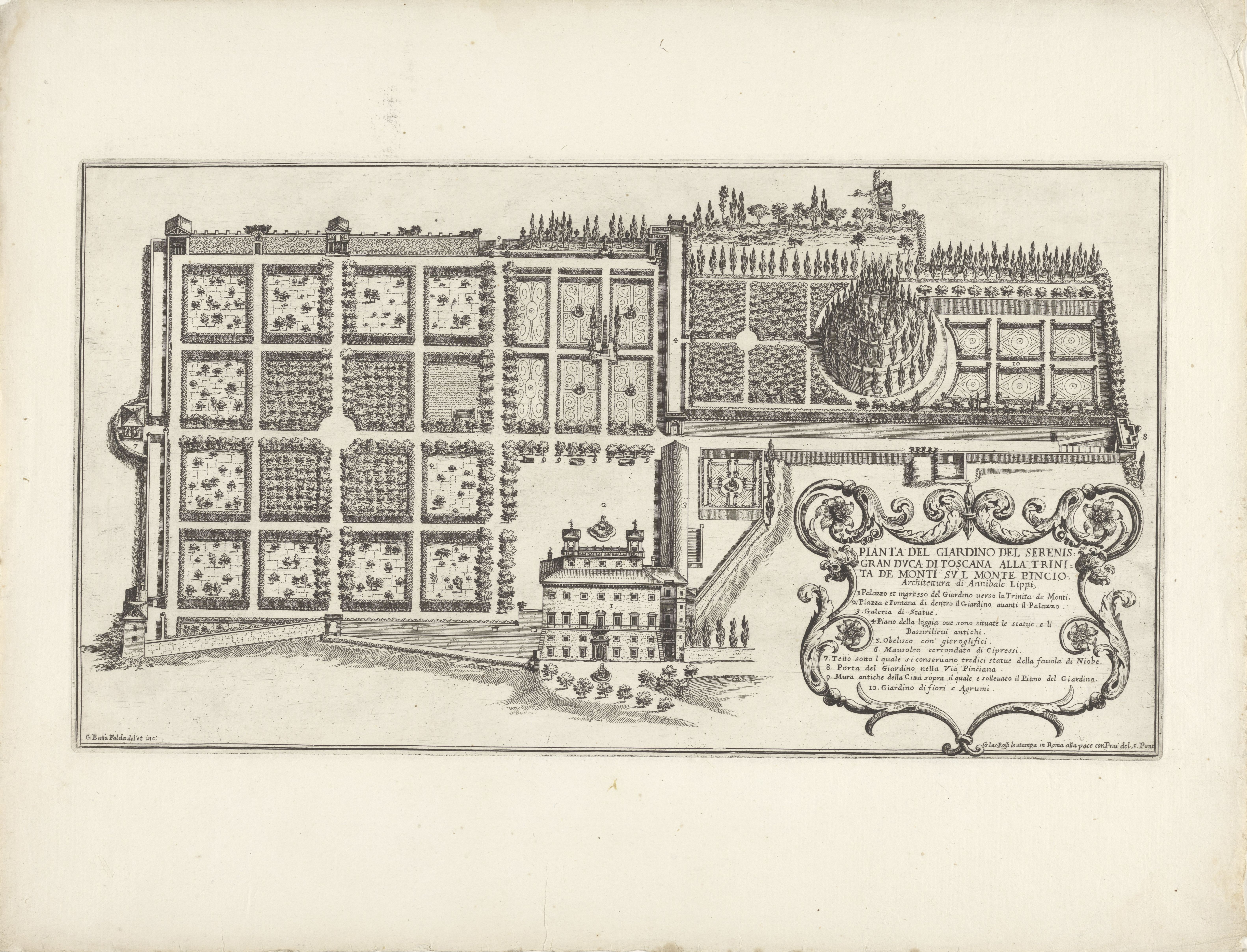
Giovanni Battista Falda, "Pianta del giardino del serenissimo granduca di Toscana alla Trinità dei Monti sul monte Pincio", acquaforte su carta, 1683

Terminato il trasferimento delle opere, nel 1787 Pietro Leopoldo mise la villa in vendita.  Dopo dodici anni, in un periodo di grandi tensioni politiche a seguito della campagna d'Italia, la villa pervenne alla Francia; successivamente, nel 1803, Napoleone Bonaparte firmò il contratto di acquisto e vi trasferì l'Académie de France à Rome, la cui precedente sede era stata incendiata nel 1793. Questa prestigiosa istituzione culturale ebbe fra i suoi direttori Ingres e Balthus.
Da allora la villa ospitò i vincitori del Prix de Rome.
Dal 2000 l'Accademia di Francia ha intensificato la propria presenza nel panorama culturale romano, localizzando a Villa Medici importanti mostre ed eventi artistici e culturali.
Nel 2003 per commemorare i duecento anni dall'insediamento dell'Accademia di Francia a Roma è stata presentata la mostra "Le Maestà di Roma" con triplice sede a Villa Medici alle Scuderie del Quirinale e alla GNAM. Esposizione imponente che ha visto tornare sul luogo di produzione numerosi capolavori oggi dispersi in tutta Europa.

## Gli edifici
La facciata interna, verso i giardini, dell'edificio principale è impreziosita da numerosi bassorilievi antichi tra cui una coppia di ghirlande proveniente dall'Ara Pacis.
Nei giardini è presente una voliera in muratura con affrescata, tra gli altri animali, la prima rappresentazione europea del tacchino (di Jacopo Zucchi).

## I giardini

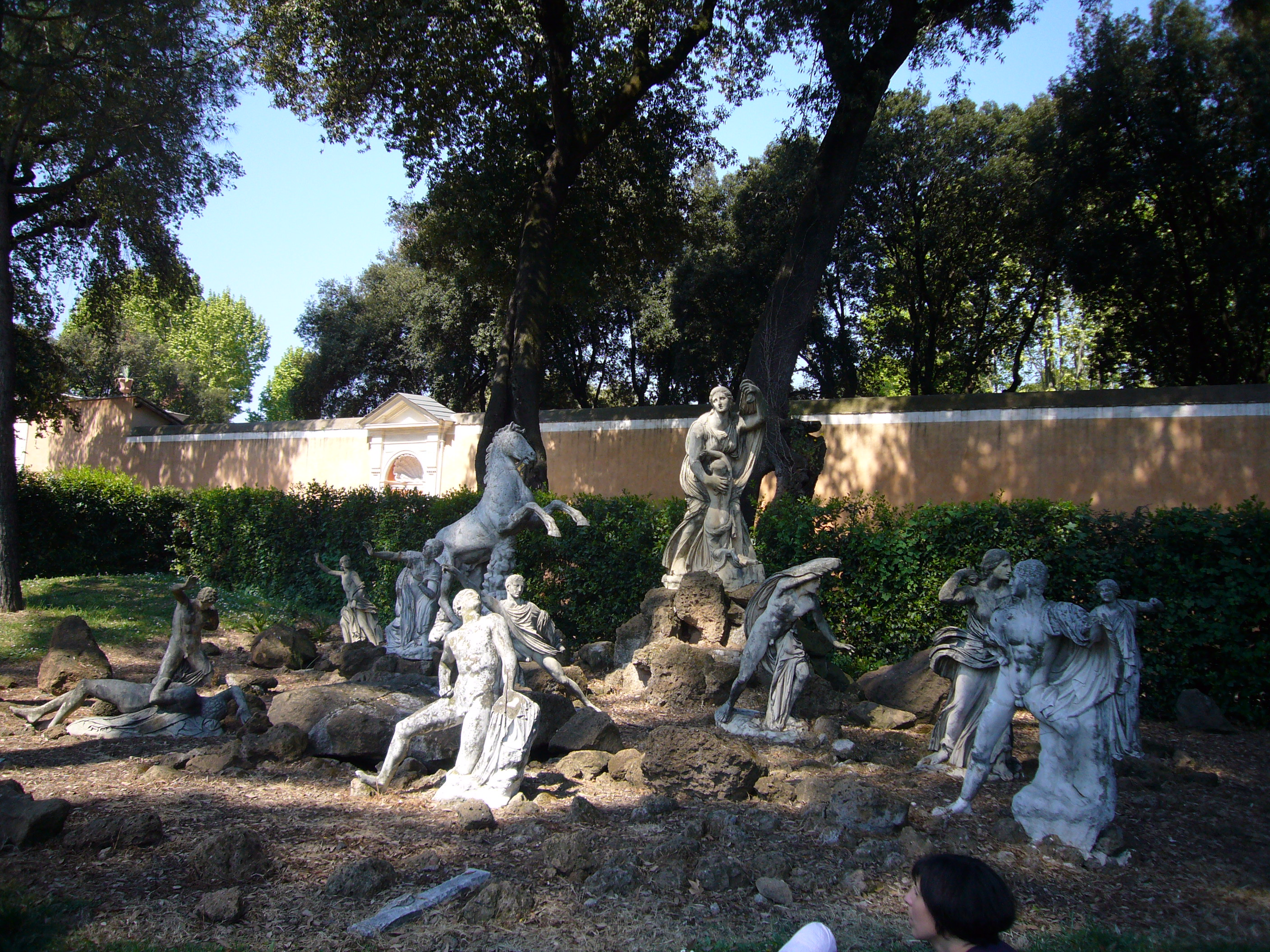
Il gruppo dei Niobidi

Il giardino di Villa Medici, che si estende da nord a sud per più di 7 ettari, conserva ancora oggi in gran parte l'aspetto del XVI secolo. Quando, nel 1564, il cardinal Ricci acquistò la Casina Crescenzi, situata sul "collis hortulorum", il podere doveva comprendere una azienda agricola in mezzo a terreni coltivati a vigne. Vennero allora intrapresi grandi lavori di terrazzamento. Fu creato un giardino chiuso da mura, attiguo a nord al vigneto di Santa Maria del Popolo. La pianta del giardino, divisa in sedici quadrati e sei aiuole, è abbastanza semplice, in accordo con i principi di composizione dell'epoca. Grazie ai lavori di irrigazione di Camillo Agrippa, matematico e ingegnere milanese, il luogo venne ornato da numerosi bacini e fontane.
Sembra sia stata in parte sistemata a partire dal 1570 una "silva" (o bosco) a sud del giardino, tra il viale di via Pinciana a ovest, le Mura Aureliane a est e la terrazza che chiude il giardino a nord. Questa zona contiene ancora i resti interrati di un tempio romano probabilmente dedicato alla Fortuna.
Quando Ferdinando de' Medici acquistò il terreno dagli eredi di Ricci nel 1576, si impegnò a portare a termine la campagna di lavori iniziata dal cardinale e non ancora conclusa.
L'acquisto nel 1580 della vigna di Giulio Bosco, a sud della "silva", permise a Ferdinando di chiudere definitivamente il sito della Villa tra le Mura Aureliane e via Pinciana. Egli creò un nuovo asse nord-sud (il lungo viale), che collegava il giardino al Parnaso, ed edificò una piccola collina artificiale interrando le rovine del tempio antico. Sembra che con il Parnaso il nuovo proprietario ponesse questi luoghi sotto la protezione di Apollo. Con questo gesto Ferdinando de' Medici s'impose come un protetto di Apollo e beneficiario della Fortuna.
Alla fine XVI secolo, durante alcuni scavi archeologici, venne scoperto il gruppo dei Niobidi (raffigurante oltre alla figlia di Tantalo ed i suoi figli anche un cavallo messaggero di morte). Ferdinando de' Medici decise quindi di comprarlo e di collocarlo nel quadrato di fronte allo studiolo.
Dopo i lavori di terrazzamento e gli impianti vegetali, alla fine del XVII secolo, il giardino nord e il bosco hanno subito solo parziali modifiche. Spogliati alla fine del XVIII secolo della maggior parte delle sculture, i giardini hanno però conservato fino all'inizio del XIX secolo la pianta originaria.
In ogni caso sotto il direttorato di Ingres venne leggermente modificato il tracciato delle aiuole di fronte alla Villa e furono piantati molti dei pini marittimi che costituiscono oggi la particolarità di questo luogo. Il pittore Balthus, direttore della Villa, desideroso di ridare a questo luogo lo splendore di un tempo, risistemò le aiuole di fronte alla Villa, spogliando così il giardino dell'aspetto che aveva nel XIX secolo.
A causa del degrado fitosanitario dei grandi pini e delle aiuole, si è deciso, a partire dal 2000, di restaurare i giardini dell'Accademia e di riportarli al loro aspetto originario. I restauri sono diretti dall'architetto Giorgio Galletti, specializzato nei giardini medicei.